# Gajetano Raffanelli
Gajetano "Gajo" Raffanelli (Makarska, 6. kolovoza 1913. – Makarska, 7. kolovoza 1988.), nekadašnji igrač Zmaja iz Makarske i Hajduka.
Smatra se među najboljim igračima tridesetih godina na sredini terena. U Hajduk dolazi iz Zmaja 1938. i kroz četiri godine za Bile je odigrao 118 utakmica, osvojivši i naslov prvaka Banovine Hrvatske 1940./41. godine.
Prema Jurici Gizdiću, U utakmici koju je 1931. Zmaj igrao protiv Hajduka i gubio s 14:0 Gajetov brat File doviknuo mu je: "O Brate Gajo, dajmo sve od sebe da bar izjednačimo."
Statistika u Hajduku
| Natjecanje        | Nastupi | Zgoditci |
| ----------------- | ------- | -------- |
| Prvenstvo         | 68      | 0        |
| Kup               | 10      | 0        |
| Superkup          | 0       | 0        |
| Međunarodne       | 0       | 0        |
| Splitski podsavez | 0       | 0        |
| Ukupno            | 78      | 0        |
| Prijateljske      | 40      | 0        |
| Sveukupno         | 118     | 0        |

Gajo Raffanelli je bio među istaknutim igračima i dužnosnicima kluba koji su se odlučno suprotstavili nastojanju talijanskih fašista da Hajduk pretvore u FC Spalato. Početkom Drugog svjetskog rata odlazi u partizane, a nakon kapitulacije Italije odlazi u zagrebački HAŠK. Po završetku rata kraće vrijeme ponovo je nastupao je za momčad Zmaja iz rodne Makarske, kojeg je 1960–tih godina kraće vrijeme i trenirao.
Gajo Raffanelli ima jedan nastup i za hrvatsku nogometnu reprezentaciju. Dogodilo se to u Zagrebu, 8. prosinca 1940., protiv Mađarske (1:1), kada je uz Ratka Kacijana bio jedini igrač Hajduka u reprezentaciji u kojoj je ostalih 9 igrača bilo iz zagrebačkog Građanskog.
Nastup Raffanellija i Kacijana u ovoj utakmici bila su ujedno i prva dva nastupa Hajdukovih igrača za Hrvatsku reprezentaciju u povijesti.
Gajo Raffanelli preminuo je dan poslije svog 75. rođendana, 7. kolovoza 1988. u rodnoj Makarskoj, gdje je i pokopan.